# Al Fursan
Pour les articles homonymes, voir Fursan.

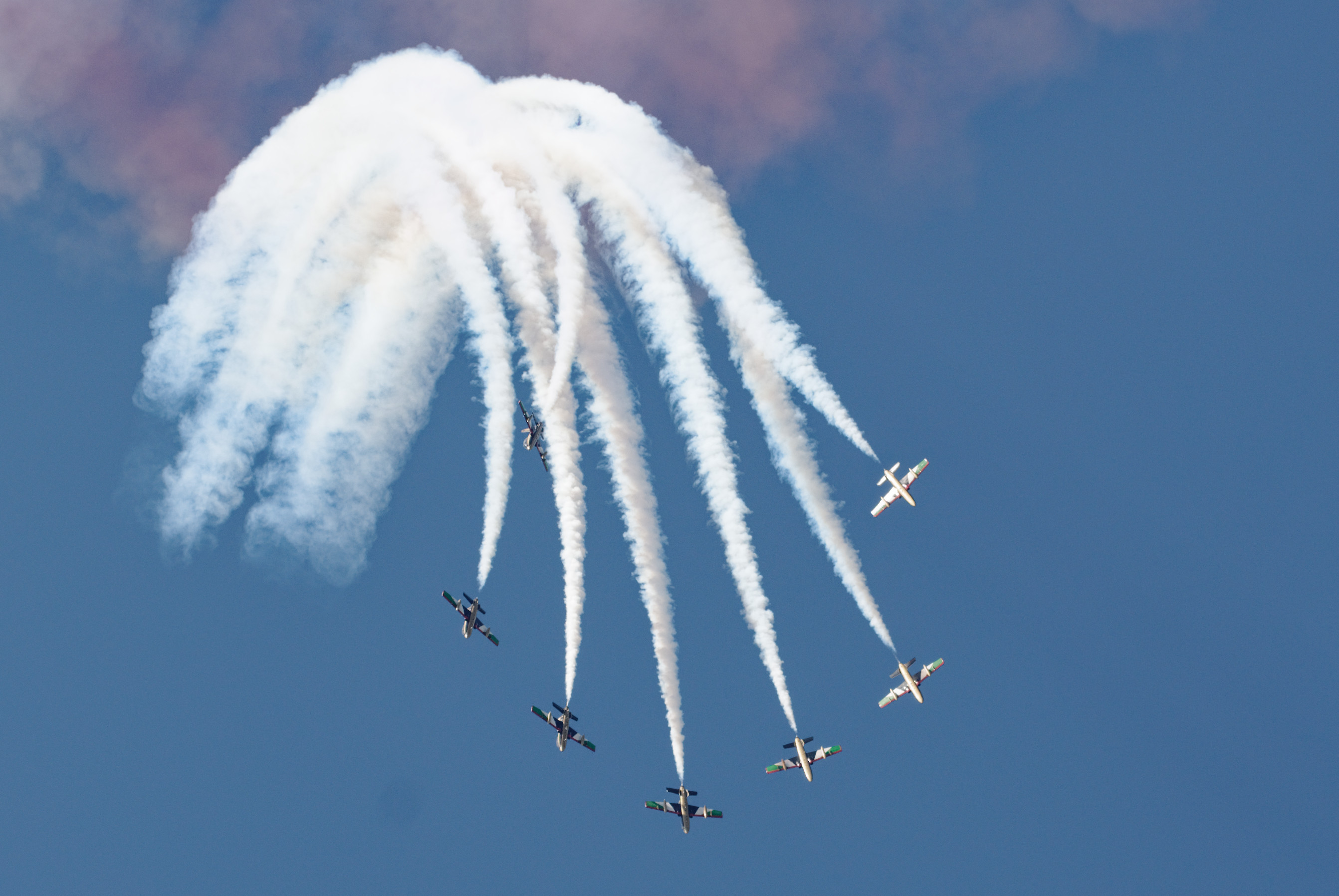
Al Fursan au break.

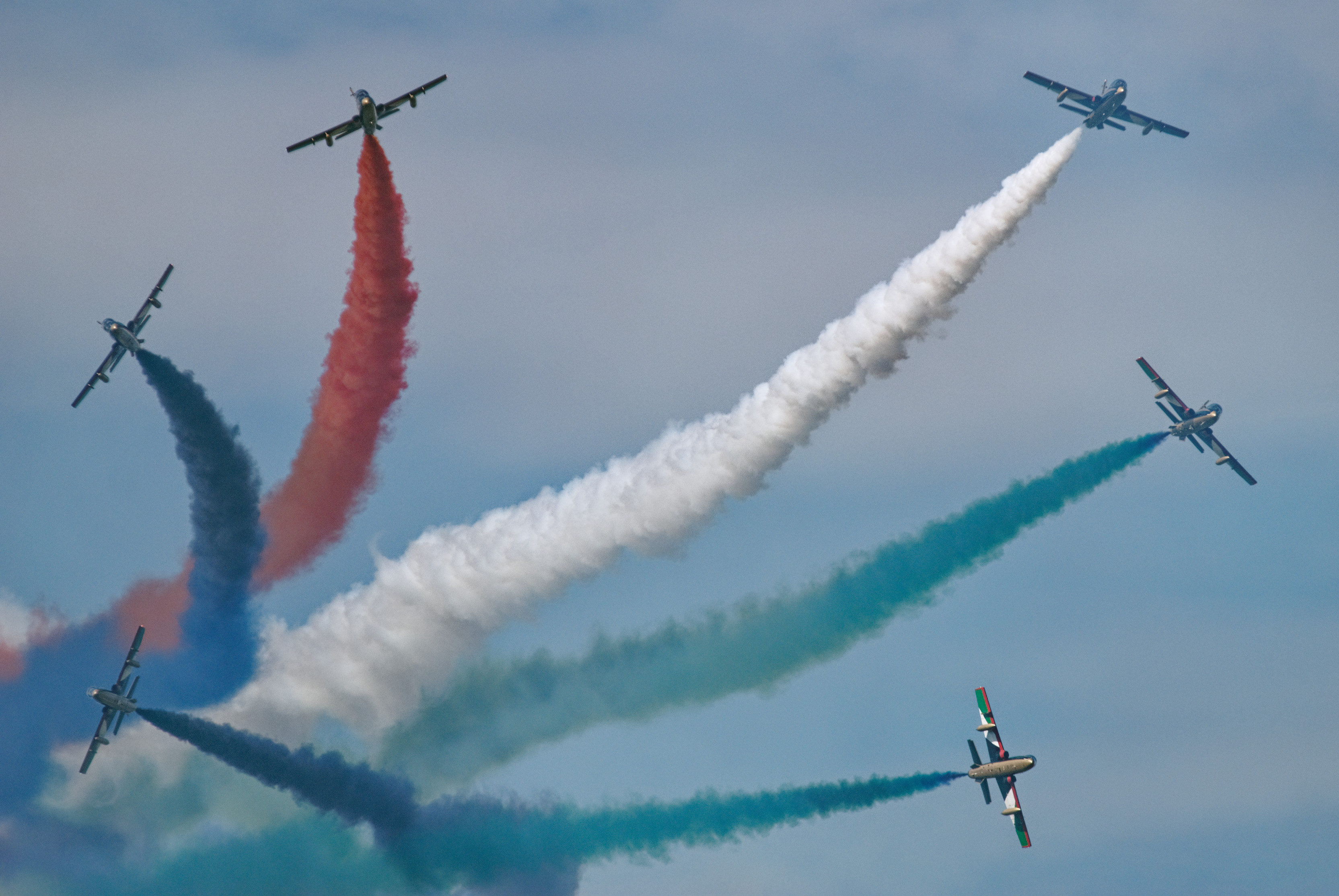
Al Fursan au break final.

Al Fursan (arabe : ﺍﻟﻔﺮﺳﺎﻥ; en français les chevaliers) est la patrouille de démonstration acrobatique de la Force aérienne des Émirats arabes unis. Elle a été créée en 2010 autour du Aermacchi MB-339NAT, avion à réaction italien d'entrainement. La patrouille aligne 7 appareils au total, tous utilisés lors de la présentation (selon certaines sources, le septième serait gardé en remplacement, mais tous les 7 volaient en présentation lors des saisons 2014 et 2015, notamment à AIR 14 en 2014 et lors de l'IDEX 2015 show à Abu Dhabi).
Lors du Bahrain International Airshow 2022 sur la base aérienne de Sakhir, la patrouille évoluait cependant à cinq appareils.